# 日本文芸著作権保護同盟
社団法人日本文芸著作権保護同盟（しゃだんほうじんにほんぶんげいちょさくけんほごどうめい、英：Japan Literary Copyright Protection Association）は、かつて存在した、文芸にまつわる著作権の管理・仲介業務を行っていた団体である。1939年設立（当時は大日本著作権保護同盟または大日本文芸著作権保護同盟）、2003年解散。
1968(昭和43)年10月に日本文藝家協会理事会が事実上休業状態であった大日本著作権保護同盟を再度発足させることを決め、同協会の11月の理事・評議員合同会議をその設立総会とした。
著作権の集中管理を目指して設立されたが、同時に設立された日本音楽著作権協会がほぼ完全な集中管理を実現したのに対し、保護同盟には著作権者の加入が少なく(最終的に会員1,000人程度)、集中管理には程遠い状態であった。それでもなお、認可仲介業務団体として日本複写権センターからの複写使用料の分配を受けていた。
文藝春秋ビルの中の、日本文藝家協会と同室にオフィスを持ち、また理事の多くも文藝家協会と重複していたが、団体としては別個の組織であり、また当時文藝家協会は仲介業務団体ではなかった。
2003(平成15)年9月30日に解散。業務は日本文藝家協会著作権管理部と、特定非営利活動法人・日本文藝著作権センターに引き継がれた。

## 大日本著作権保護同盟
昭和14年（1939年）に前身である大日本著作権保護同盟が設立。プラーゲ旋風を受けての設立で、映画・ラジオ・テレビ等での著作物の二次使用に関する仲介業務を行うものとされ、「著作権ニ関スル仲介業務ニ関スル法律」に基づき、文芸分野の著作権の仲介業務を行う許可を受けた。ただし、日本文芸著作権保護同盟として再発足に至るまでに実態として活動したことはなかった。